# Decreto Crémieux
Il decreto Crémieux è un decreto emanato dal ministro della giustizia francese Adolphe Crémieux in data 24 ottobre/7 novembre 1870, che accordava d'ufficio la cittadinanza francese ai 35.000 ebrei d'Algeria. Tale decreto stabiliva:
(Adolphe Crémieux, decreto 24/10-7/11/1870. trad.: Vermondo Brugnatelli)
Come contropartita ai vantaggi apportati da questo decreto, che era in preparazione fin dall'epoca di Luigi Filippo, gli ebrei vennero sottoposti d'ufficio allo stesso statuto civile laico di diritto comune di tutti gli altri cittadini francesi (perdendo così il loro particolare statuto civile su base religiosa), divenendo così mobilitabili come gli altri cittadini francesi, mentre sotto il regime anteriore di indigenato erano soggetti, come i musulmani, alla sola coscrizione di leva.
Già sotto il Secondo Impero un senatoconsulto del 1º luglio 1865 aveva previsto la possibilità di naturalizzazioni individuali degli ebrei e musulmani d'Algeria che lo desiderassero, ma aveva trovato pochi riscontri.
Il decreto Crémieux, misura di decolonizzazione parziale tramite assimilazione venne in seguito attaccato dai colonialisti francesi, che vedevano in esso una discriminazione tra indigeni ebrei e musulmani.
In realtà, all'epoca era parso impossibile applicare immediatamente una riforma identica anche ai musulmani, poiché si temeva che questi ultimi, poco portati a distinguere il sacro dal profano, si ribellassero vedendo il proprio statuto civile su base religiosa sostituito dallo stato civile laico francese. Rimaneva comunque sempre possibile, per i musulmani che lo desiderassero, divenire cittadini francesi optando per questo stato civile e abbandonando il loro stato civile coranico. Ma furono ben pochi quelli che lo fecero.
Il decreto incontrò una grande opposizione da parte dagli indigeni dell'Algeria, che vedevano con esso passare tra i ranghi dei privilegiati tutti gli appartenenti alla minoranza ebraica del paese, i quali invece occupavano tradizionalmente gli ultimi gradini della scala sociale. Lo sdegno per il decreto (unito alle difficoltà della Francia nella guerra franco-prussiana) fu alla base dello scoppio dell'insurrezione del 1871, capeggiata da El Mokrani e dallo Cheikh El Haddad, che venne domata solo con grande difficoltà.
Il poeta cabilo Si Mohand, che partecipò personalmente, insieme ai suoi famigliari, alla rivolta, ricorda in diverse sue poesie l'"ingiustizia" del decreto Crémieux, che si inquadrava nella logica del sovvertimento della società tradizionale perseguita in quegli anni dalla potenza coloniale, che mise da parte la classe dominante tradizionale sostituendola con meschini arrivisti e profittatori.
(Si Mohand ou-Mhand, Ufiɣ uday di Lḥamma. trad.: V. Brugnatelli)
Va comunque detto che una parte dei patrioti algerini di religione musulmana negli anni '20 e '30, sulla scia dell'Emiro Khaled, nipote di Abd el-Kader, e poi di Ferhat Abbas avanzavano la rivendicazione (osteggiata dagli ambienti colonialisti) di adottare per i musulmani le stesse misure del decreto Crémieux, senza però l'obbligo di abbandonare il loro particolare stato civile.
La naturalizzazione di circa 35.000 ebrei provocò un'ondata di antisemitismo tra i coloni francesi. Gli ebrei furono attaccati a Tlemcen nel 1881, ad Algeri nel 1882, 1897 e 1898, ad Orano e Sétif nel 1883 e a Mostaganem nel 1897, dove la violenza raggiunse il suo picco.

Fino al 1900 ci furono in tutte le città e villaggi casi di saccheggi, omicidi, e profanazioni di sinagoghe. Il cosiddetto "affare Dreyfus" alimentò ancora di più l'antisemitismo. Un partito antisemita, capeggiato da Edouard Drumont, salì al potere ad Algeri: vennero adottate molte misure contro gli ebrei. A Costantina, per ordine del vicesindaco Émile Morinaud, gli ebrei non furono ammessi negli ospedali, né come pazienti né come medici. L'illegittimità di tali misure, unitamente al fatto che i musulmani non lo sostennero, portò alla sconfitta del partito antisemita, che nel 1902 cessò di esistere del tutto.

Va sottolineato che l'ondata di antisemitismo scoppiò unicamente tra i coloni francesi. L'antisemitismo derivò dalla paura di un crollo della gerarchia coloniale, e dal timore che degli elementi considerati "inferiori" potessero diventare parte della classe dirigente.
La partecipazione degli ebrei alla prima guerra mondiale provocò un miglioramento delle relazioni, anche se nel 1921 ci fu una nuova esplosione di odio antisemita ad Orano. L'ascesa al potere di Hitler facilitò una nuova ondata di campagne antisemite, ben alimentate da uno strisciante antisemitismo in madrepatria. Ciò provocò un massacro di ebrei a Costantina nel 1934.
Il decreto Crémieux venne per qualche tempo sospeso sotto il regime di Vichy, che cercava così di privare della cittadinanza francese gli ebrei algerini: decreto 7 ottobre 1940, articolo 1. Ma questa abrogazione non venne mai riconosciuta né applicata nei territori sotto il controllo della Francia Libera, e il decreto Crémieux venne definitivamente reintrodotto dal Comitato Francese di Liberazione Nazionale (CFLN) nel novembre del 1943.